# Erik Östlund
Erik Östlund (* 23. September 1962) ist ein ehemaliger schwedischer Skilangläufer.

## Werdegang
Östlund, der für den Dala-Järna IK startete, gewann bei den Nordischen Junioren-Skiweltmeisterschaften 1982 in Murau Silber über 15 km und Gold mit der Staffel. Im folgenden Jahr holte er im Skilanglauf-Weltcup in Reit im Winkl mit dem 13. Platz über 15 km seine ersten Weltcuppunkte. In der Saison 1983/84 erreichte er in Reit im Winkl mit dem sechsten Platz über 15 km und mit dem neunten Rang über 30 km in Falun seine ersten Top-Zehn-Platzierungen im Weltcup. In der folgenden Saison kam er im Weltcupeinzel zweimal unter die ersten Zehn und belegte zum Saisonende den 14. Platz im Gesamtweltcup. Beim Saisonhöhepunkt den Nordischen Skiweltmeisterschaften 1985 in Seefeld in Tirol gewann er die Bronzemedaille mit der Staffel. In der Saison 1985/86 erreichte er im Weltcupeinzel fünf Top-Zehn-Platzierungen, darunter Platz drei über 30 km klassisch in La Bresse und errang damit den vierten Platz im Gesamtweltcup. Seinen letzten internationalen Auftritt hatte er im folgenden Jahr bei den Nordischen Skiweltmeisterschaften 1987 in Oberstdorf. Dort wurde er Weltmeister mit der Staffel. Bei schwedischen Meisterschaften siegte er 1984 und 1986 mit der Staffel von Dala-Järna IK.

## Weltcup-Gesamtplatzierungen
| Saison  | Platz | Punkte |
| ------- | ----- | ------ |
| 1982/83 | 53.   | 8      |
| 1983/84 | 30.   | 27     |
| 1984/85 | 14.   | 41     |
| 1985/86 | 4.    | 57     |
| 1986/87 | 46.   | 4      |